# Mistrzostwa Europy w Judo 1990
39. Mistrzostwa Europy w Judo w 1990 roku odbyły się w dniach 10–13 maja we Frankfurcie nad Menem. Turniej finałowy zawodów drużynowych odbył się w Dubrowniku, 27 i 28 października

## Klasyfikacja medalowa
| Miejsce | Państwo         |    |    |    | Razem |
| ------- | --------------- | -- | -- | -- | ----- |
| 1       | Francja         | 6  | 3  | 5  | 14    |
| 2       | Wielka Brytania | 3  | 4  | 3  | 10    |
| 3       | RFN             | 3  | 3  | 2  | 8     |
| 4       | ZSRR            | 3  | 1  | 3  | 7     |
| 5       | Węgry           | 1  | 2  | 1  | 4     |
| 6       | Hiszpania       | 1  | 0  | 1  | 2     |
| .       | Polska          | 1  | 0  | 1  | 2     |
| 8       | Belgia          | 0  | 2  | 4  | 6     |
| .       | NRD             | 0  | 2  | 4  | 6     |
| 10      | Finlandia       | 0  | 1  | 0  | 1     |
| 11      | Holandia        | 0  | 0  | 4  | 4     |
| 12      | Rumunia         | 0  | 0  | 3  | 3     |
| .       | Włochy          | 0  | 0  | 3  | 3     |
| 14      | Bułgaria        | 0  | 0  | 2  | 2     |
| Razem   | Razem           | 18 | 18 | 36 | 72    |

## Wyniki

### Mężczyźni
| Konkurencja: | Złoto: | Srebro: | Brąz: |
| −60kg        | Philippe Pradayrol | Nigel Donohue | Paweł Botew Amiran Totikaszwili |
| −65kg        | Bruno Carabetta | Udo Quellmalz | Philip Laats Stelian Petrescu |
| −71kg        | Guido Schumacher | Jorma Korhonen | Wiesław Błach Bertalan Hajtós |
| −78kg        | Baszyr Warajew | Zsolt Zsoldos | Bertrand Amoussou Iulian Rusu |
| −86kg        | Waldemar Legień | Axel Lobenstein | Densign White Fabien Canu |
| −95kg        | Stéphane Traineau | Marc Meiling | Koba Kurtanidze Frank Borkowski |
| ponad 95kg   | Siergiej Kosorotow | Harry Van Barneveld | Frank Möller Marian Grozea |
| Open         | László Tolnai | Harry Van Barneveld | Dawit Chachaleiszwili Alexander von der Groeben |
| Drużynowo    | ZSRR · Ruslan Bashaev · Vyacheslav Shishkin · Magomiedbiek Alijew · Rashid Ibragimov · Valery Yudanov · Vadims Voinovs · Zaza Dabrundashvili · | Francja · Philippe Pradayrol · Bruno Carabetta · Philippe Taurines · Bertrand Amoussou · Fabien Canu · Stéphane Traineau · David Douillet · (Franck Moreau, Hamid Abdoune, Pascal Bozo · Daniel Duquesnoy, Pascal Tayot, Eric Fauroux · Patrice Rognon) | Wielka Brytania · Nigel Donohue · Owen Pinnock · Roy Stone · Dave Southby · Densign White · Raymond Stevens · Elvis Gordon · Holandia · Jan van Buren · Ulrich Dap · Meddy Mug · Anthonie Wurth · Ben Spijkers · Theo Meijer · Hans Buiting |

### Kobiety
| Konkurencja: | Złoto: | Srebro: | Brąz: |
| −48kg        | Cécile Nowak | Karen Briggs | Jana Perlberg Giovanna Tortora |
| −52kg        | Sharon Rendle | Katalin Parragh | Fabienne Boffin Christel Deliège |
| −56kg        | Catherine Arnaud | Gudrun Hausch | Nicola Fairbrother Nicole Flagothier |
| −61kg        | Begoña Gómez | Diane Bell | Gabriele Ritschel Susann Singer |
| −66kg        | Alexandra Schreiber | Kate Howey | María del Mar Alcíbar Claire Lecat |
| −72kg        | Karin Krüger | Jelena Biesowa | Ulla Werbrouck Laetitia Meignan |
| ponad 72kg   | Christine Cicot | Regina Sigmund | Monique van der Lee Maria Teresa Motta |
| Open         | Sharon Lee | Natalina Lupino | Cwetana Bożiłowа Monique Aarts |
| Drużynowo    | Wielka Brytania · Karen Briggs · Sharon Rendle · Nicola Fairbrother · Sharon Mills · Kate Howey · Jane Morris · Sharon Lee | Francja · Cécile Nowak · Fabienne Boffin · Catherine Arnaud · Catherine Fleury-Vachon · Isabelle Beauruelle · Aline Batailler · Christine Cicot · (Martine Dupond, Dominique Berna, Sabine Hirt · Agnès Philippe, Valerie Bazin, Laetitia Meignan · Emmanuelle Mikula) | Holandia · Machteld Knuit · Jessica Gal · Jenny Gal · Gooitske Marsman · Chantal Han · Marscha Broeders · Angelique Seriese · Włochy · Giovanna Tortora · Alessandra Giungi · Laura Zimbaro · Barbara Muzzioli · Emanuela Pierantozzi · Annamaria Colagrossi · Maria Teresa Motta · (Giuseppina Calabro, Sabrina Puleo · Paola Memo) |